# Jardim-Pomar
Jardim-Pomar é o oitavo álbum de estúdio do cantor e compositor brasileiro Nando Reis e sua banda Os Infernais. Foi gravado em São Paulo, São Paulo, Brasil e Seattle, Washington, Estados Unidos, com a ajuda dos produtores Barrett Martin e Jack Endino. Traz letras que tratam de morte, fé, ausência de Deus e paixões.

## Produção e gravação
Jardim-Pomar levou um ano para ser preparado devido ao fato de ser um disco em que Nando teve controle sobre tudo, o que o forçou a trabalhar conforme as finanças permitissem. Para ele, "esse tempo de maturação foi muito bom para a música, porque ela pôde se desenvolver para lugares que, de outra forma, não se desenvolveria". Ele também o definiu como "meu disco mais completo e complexo, mais trabalhoso, mas ficou exatamente do jeito que eu queria". Lançado em novembro de 2016, o trabalho já estava pronto desde o mês de abril do mesmo ano.
O álbum foi produzido por Jack Endino (que já havia produzido o álbum anterior, Sei, e alguns álbuns dos Titãs, ex-banda de Nando) e Barrett Martin, com quem já havia feito parcerias no passado. Sobre a participação deles no álbum, Nando diz que eles "são amigos e trabalham juntos, mas têm métodos completamente distintos ao produzir um disco. Isso trouxe uma personalidade própria para cada música, apesar de estarem em um conjunto dentro disco, algo que eu sempre procuro".
Para Nando, "o trabalho é sempre um recorte do momento que vivemos. Eu o fiz com muita calma, durante um ano, e está otimista e animado, mesmo com algumas letras tratando de temas sóbrios." Sobre a temática das letras, ele comentou:
| “ | Fazer música é uma forma de organizar o meu pensamento, de tentar formulá-lo. Não tem explicação, obviamente. Compor é botar em palavras um sentimento intenso e doloroso. Por isso, eu escrevo muito sobre coisas que aconteceram comigo. Falo sobre a morte, o tempo e a existência de Deus. Isso não significa que eu esteja deprimido. Me sinto absolutamente feliz, embora muitas dessas músicas tenham sido escritas em momentos de profunda tristeza e dificuldade. | ” |

## Informações das faixas
Nando se refere ao single "Só Posso Dizer" como "uma dessas músicas que parecem que já vêm prontas assim que surge a primeira frase e melodia, quase como num sonho. Jack Endino (produtor musical) me disse que parece uma música de outro tempo". Ela recebeu duas versões: uma gravada em Seattle e outra mais lenta em São Paulo, nove meses depois. Nando compara isso à canção "Isn't It a Pity", de George Harrison, que foi lançada em duas roupagens no seu disco All Things Must Pass (1970). Foi feita para sua esposa, Vânia, dois anos e meio antes do lançamento do álbum. "É uma música linda, de uma tristeza, mas também é a revisão de uma longa história de amor que nunca é linear. (...) é sobre esse amor que resiste ao desgaste, sobre saber o que se quer, apesar de tudo. O refrão resume bem isso e cita um verso de Lupicínio: 'Não consigo dormir sem seus braços'. São cacos e trechos de uma relação que compõem um bonito mosaico." Sobre a faixa e suas versões, ele disse ainda:
| “ | Quando compus essa música, há dois ou três anos, eu pensei: poxa, essa é bonita. Tenho um bom single. Dá aquele estalo. O refrão dela é claro e emocionante. Escrevi a letra num momento de grande tristeza. É uma música simples em termos de harmonia. Lembro que o guitarrista que a gravou, lá em Seattle, teve uma dificuldade enorme de memorização das notas. Eu não entendia o porquê. Depois o Barrett Martins [sic] (produtor norte-americano) falou que ninguém hoje em dia fazia uma música como aquela porque ela era simples. Tinha começo, meio e fim. Após gravá-la nos Estados Unidos, eu a achei lenta. Não queria uma baladona de rádio. Não era para soar daquela forma. Minha intenção era compor uma versão mais pop e acelerada. Foi o que fiz. Por isso duas versões. | ” |

A faixa "Inimitável" fala sobre a tolerância às diferenças e foi escrita por Nando com base em sua infância com um irmão com surdez e uma irmã com paralisia cerebral, ambas decorrentes de complicações da meningite. "4 de Março" é uma canção dedicada a sua esposa Vânia, com quem está há mais de 30 anos. A data que dá nome à faixa se refere a um evento que marcou o casal, mas que ele não quer detalhar. "Concórdia" é a única que não é inédita, tendo sido originalmente composta nos anos 1990 e lançada em 2003 por Elza Soares no disco Vivo Feliz.
"Azul de Presunto" traz a participação de, entre outros artistas, os vocalistas Branco Mello, Sérgio Britto, Arnaldo Antunes e Paulo Miklos, seus ex-colegas de Titãs, embora Arnaldo já não fosse membro do grupo desde o início dos anos 1990 e Paulo tenha deixado a banda entre a gravação e o lançamento do disco. Sobre esta faixa, que marca a primeira gravação em estúdio dos cinco cantores desde o disco Tudo ao Mesmo Tempo Agora (1991), dos Titãs, Nando disse: "A gente se deu conta que fazia 25 anos que não nos reuníamos em um estúdio para gravar juntos e não tinha como ser diferente, porque é uma música que tem um quê de Titãs. Essa canção tem muito a ver com nosso humor, é provocativa e desconcertante". Em outra entrevista, em que comentou a participação dos outros cantores e cantoras, ele declarou ainda:
| “ | A letra dessa música diz que a forma como as coisas podem ser vistas ou descritas varia justamente do ponto de vista individual de cada um. Não são absolutas. Logo, nada faria mais sentido do que ela ser cantada por várias pessoas. E quis juntar meus amigos, artistas que eu admiro e minha família. Eu sabia que o Paulo, o Arnaldo, o Sérgio e o Branco iam se divertir, porque é o tipo de música que a gente poderia ter feito nos Titãs. Fiquei muito feliz, por adorar aquelas pessoas e nossa história. E, ali, naquela emoção, notei que fazia 25 anos que não entrávamos os cinco juntos no estúdio. Lembrei de tudo o que fizemos e do que só a gente conseguia fazer. | ” |

"Como Somos" marca mais uma parceria de Nando com o vocalista e guitarrista Samuel Rosa, do grupo de Minas Gerais Skank. Originalmente, ela seria usada no álbum Velocia, que a banda lançou em 2014, mas acabou deixada de lado, ainda que tenha rendido uma versão demo. Sobre a história dela, Nando diz:
| “ | Pela primeira vez na história, o Samuel não gostou de uma letra que fiz. (...) Ele falou com todas as letras que estava uma m... Pensei que realmente tivesse alguma coisa errada ali. Daí eu me empenhei em escrever uma letra completamente diferente. (...) A segunda tentativa saiu muito melhor. Fala sobre a passagem do tempo, o começo, o meio e o fim com os diferentes ciclos. Quando ele disse que não havia gostado, fiquei quatro dias preso no quarto até terminar. | ” |

## Lançamento
O álbum foi lançado em formato de digital, CD, K7 e vinil - no caso deste último, devido à duração total, foi dividido em duas partes: Jardim e Pomar.

## Recepção

### Recepção da crítica
| Críticas profissionais | Críticas profissionais |
| Avaliações da crítica  | Avaliações da crítica  |
| Fonte                  | Avaliação              |
| ---------------------- | ---------------------- |
| O Globo                | [ 11 ]                 |
| G1                     | Favorável              |

Escrevendo para O Globo, Leonardo Lichote diz que "Nando Reis conduz o ouvinte por seu 'Jardim-pomar' como se caminhasse pela trajetória trágica-redentora da existência — espinha dorsal temática do disco. (...) Nas 13 faixas, em meio à gramática Neil Young, lições da tradição da canção brasileira, sons de passos e máquinas de escrever, Nando encontra os próprios demônios, mais pacificados do que nunca. E deuses, seja pela simbologia cristã ou pelo amor tratado como divindade — traçando em 'Jardim- pomar' um Éden particular."
Mauro Ferreira, por sua vez, registrou no G1 que "Jardim – Pomar é disco pautado pela divisão, perceptível já no título" e concluiu afirmando: "Fruto de reflexões maduras sobre temas como amor, vida, morte e Deus, a colheita de Nando Reis em Jardim – Pomar é farta."

### Prêmios e indicações
Em 2017, o álbum venceu o Grammy Latino de 2017 de Melhor Álbum de Rock ou Alternativo em Língua Portuguesa. O single "Só Posso Dizer" também recebeu uma indicação, para Melhor Canção em Língua Portuguesa.

## Faixas
| N.º            | Título | Duração |  |
| 1.             | "Infinito Oito" | 4:44    |  |
| 2.             | "Deus Meu" | 3:21    |  |
| 3.             | "Inimitável" | 3:55    |  |
| 4.             | "4 de Março" | 5:37    |  |
| 5.             | "Só Posso Dizer (São Paulo)" | 3:19    |  |
| 6.             | "Concórdia" | 4:28    |  |
| 7.             | "Azul de Presunto" (com Theo Reis, Arnaldo Antunes, Branco Mello, Sérgio Britto, Paulo Miklos, Luiza Possi, Sebastião Reis, Pitty, Tulipa Ruiz, Zoe Reis) | 6:16    |  |
| 8.             | "Lobo Preso em Renda" | 3:43    |  |
| 9.             | "Pra Onde Foi?" | 6:29    |  |
| 10.            | "Como Somos" | 5:46    |  |
| 11.            | "Água Viva" | 3:07    |  |
| 12.            | "Pra Musa" | 4:12    |  |
| 13.            | "Só Posso Dizer (Seattle)" | 3:58    |  |
| Duração total: | Duração total: | 59:05   |  |

## Músicos
Créditos extraídos de diversas fontes
- Nando Reis – vocal e violão
- Alex Veley - teclados
- Diogo Gameiro - bateria
- Felipe Cambraia - baixo
- Jack Endino - produção, guitarra em "Infinito Oito", "Deus Meu" e "Inimitável"
- Theo Reis e Sebastião Reis - vocais de apoio em "infinito Oito" e "Azul de Presunto"
- Arnaldo Antunes, Branco Mello, Sérgio Britto, Paulo Miklos, Luiza Possi, Pitty, Tulipa Ruiz e Zoe Reis - vocais de apoio em "Azul de Presunto"
- Peter Buck (ex-R.E.M.) - guitarra
- Mike McCready (Pearl Jam) - guitarra
- Jimmy James - guitarra em "Infinito Oito"
- Walter Villaça - guitarra em "Infinito Oito" e "Lobo Preso em Renda"
- Fassbinder String Quartet - cordas em "Concórdia" e "Água Viva"

Pessoal técnico
- Vânia Mignone - arte e capa